# Howard the Duck (Marvel)
Howard the Duck is een personage dat voorkomt in de strips van Marvel Comics. Hij verscheen voor het eerst in Adventure into Fear #19 (december 1973) en werd bedacht door Steve Gerber (achtergrondverhaal) en Val Mayerik (uiterlijk). Howard is een slechtgehumeurde, antropomorfe eend die verschillende avonturen beleeft.
De Nederlandse stem van Howard the Duck is Florus van Rooijen. 

## Biografie
Howard woonde voorheen in New Stork City in Duckworld voordat hij naar de Aarde werd getransporteerd. Dit gebeurde door Thog die alle realiteiten bij elkaar wou brengen tot één realiteit. Hij voelde zich niet thuis in New York maar hij is er toch gaan wonen en werken als privédetective. Hierdoor heeft hij heel veel misdrijven opgelost en het tegen vele schurken opgenomen. Howard heeft geen superkrachten maar is een meester in de vechtsport Quak-Fu. Ook heeft Howard les gehad in mystieke kunsten van Doctor Strange. Ook leerde hij later hoe hij voorwerpen magisch kan manipuleren.

## In andere media

### Films

#### Howard the Duck
Howard the Duck heeft een eigen film uit 1986 waarin hij de hoofdrol heeft. Hierin probeert Howard terug te keren naar zijn eigen planeet waarbij hij moet vechten tegen verschillende bandieten.

### Marvel Cinematic Universe
Sinds 2014 verscheen het personage in het Marvel Cinematic Universe en wordt vertolkt door Seth Green. Howard the Duck is een grote eend die zich gedraagt als een mens. Hij zat jarenlang gevangen in de verzameling van de Collector. Hij weet hier uit te ontsnappen als er een ongeluk plaats vindt en de boel ontploft. Later wordt hij terug gezien aan de bar op een andere planeet. In het eindgevecht tegen Thanos vecht Howard mee nadat hij naar de Aarde is gebracht door Sorcerer leerlingen. Howard the Duck is onder andere te zien in de volgende films en serie:
- Guardians of the Galaxy (2014)
- Guardians of the Galaxy Vol. 2 (2017)
- Avengers: Endgame (2019)
- What If...? (2021-2024) (Disney+)
- Guardians of the Galaxy Vol. 3 (2023)

### Televisieserie
Het personage Howard the Duck heeft ook een kleine rol in de televisieserie Ultimate Spider-Man.

### Videogame
In de game Marvel Avengers Academy, uit 2016, speelt Howard ook een kleine rol.